# Liste der Flughäfen und Flugplätze in Neuseeland

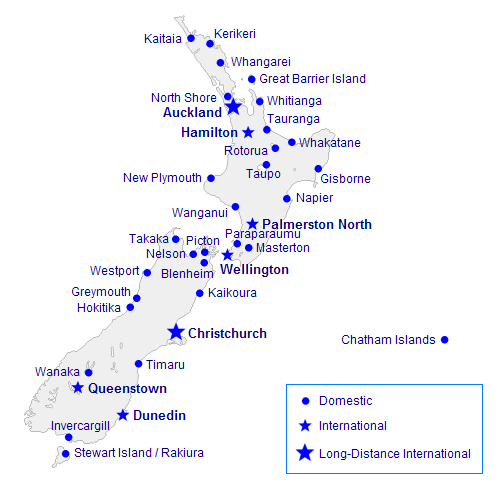
Karte mit Flughäfen in New Zealand mit Linienverkehr

Die Liste der Flughäfen in Neuseeland zeigt die Flughäfen und Flugplätze von Neuseeland, geordnet nach Orten.

## Flughäfen
Namen in Fettschrift zeigen regelmäßigen Linienverkehr an.
| Ort                           | ICAO-Code | IATA-Code | Name des Flughafens                | Koordinaten                   | MSL              | Längste Start- und Landebahn |
| ----------------------------- | --------- | --------- | ---------------------------------- | ----------------------------- | ---------------- | ---------------------------- |
| Alexandra                     | NZLX      | ALR       | Alexandra Aerodrome                | 45° 12′ 42″ S, 169° 22′ 24″ O | 752 ft (229 m)   | 1200 m                       |
| Ashburton                     | NZAS      | ASG       | Ashburton Aerodrome                | 43° 54′ 12″ S, 171° 47′ 48″ O | 298 ft (91 m)    | 1388 m                       |
| Auckland (Ardmore)            | NZAR      | AMZ       | Ardmore Airport                    | 37° 1′ 47″ S, 174° 58′ 24″ O  | 111 ft (34 m)    | 1411 m                       |
| Auckland (Dairy Flat)         | NZNE      |           | North Shore Aerodrome              | 36° 39′ 24″ S, 174° 39′ 19″ O | 212 ft (65 m)    | 811 m                        |
| Auckland (Māngere)            | NZAA      | AKL       | Auckland Airport                   | 37° 0′ 29″ S, 174° 47′ 30″ O  | 23 ft (7 m)      | 3535 m                       |
| Auckland (Whenuapai)          | NZWP      |           | RNZAF Base Auckland                | 36° 47′ 15″ S, 174° 37′ 48″ O | 103 ft (31 m)    | 2031 m                       |
| Balclutha                     | NZBA      |           | Balclutha Aerodrome                | 46° 14′ 36″ S, 169° 45′ 0″ O  | 22 ft (7 m)      | 666 m                        |
| Blenheim (Omaka)              | NZOM      |           | Omaka Aerodrome                    | 41° 32′ 24″ S, 173° 55′ 19″ O | 100 ft (30 m)    | 1003 m                       |
| Blenheim (Woodbourne)         | NZWB      | BHE       | Woodbourne Airport                 | 41° 31′ 6″ S, 173° 52′ 13″ O  | 109 ft (33 m)    | 1425 m                       |
| Chathaminseln                 | NZCI      | CHT       | Chatham Islands/Tuuta Airport      | 43° 48′ 50″ S, 176° 28′ 24″ O | 39 ft (12 m)     | 1850 m                       |
| Christchurch                  | NZCH      | CHC       | Christchurch International Airport | 43° 29′ 22″ S, 172° 32′ 4″ O  | 123 ft (37 m)    | 3288 m                       |
| Coromandel                    | NZCX      | CMV       | Coromandel Aerodrome               | 36° 47′ 30″ S, 175° 30′ 31″ O | 13 ft (4 m)      | 623 m                        |
| Cromwell                      | NZCS      |           | Cromwell Racecourse Aerodrome      | 45° 2′ 55″ S, 169° 10′ 14″ O  | 745 ft (227 m)   | 1020 m                       |
| Dannevirke                    | NZDV      |           | Dannevirke Aerodrome               | 40° 13′ 42″ S, 176° 4′ 43″ O  | 635 ft (194 m)   | 1200 m                       |
| Dargaville                    | NZDA      | DGR       | Dargaville Aerodrome               | 35° 56′ 23″ S, 173° 53′ 37″ O | 6 ft (2 m)       | 1000 m                       |
| Dunedin (Mosgiel)             | NZTI      |           | Taieri Aerodrome                   | 45° 51′ 36″ S, 170° 21′ 30″ O | 85 ft (26 m)     | 853 m                        |
| Dunedin (Momona)              | NZDN      | DUD       | Dunedin Airport                    | 45° 55′ 41″ S, 170° 11′ 54″ O | 4 ft (1 m)       | 1900 m                       |
| Eyrewell Forest               | NZFF      |           | Forest Field Aerodrome             | 43° 23′ 9″ S, 172° 30′ 42″ O  | 402 ft (123 m)   | 1000 m                       |
| Feilding                      | NZFI      |           | Feilding Aerodrome                 | 40° 15′ 21″ S, 175° 36′ 21″ O | 214 ft (65 m)    | 1030 m                       |
| Fox Glacier                   | NZFO      | FGL       | Fox Glacier Aerodrome              | 43° 27′ 43″ S, 170° 1′ 8″ O   | 570 ft (174 m)   | 639 m                        |
| Foxton                        | NZFP      |           | Foxpine Aerodrome                  | 40° 27′ 24″ S, 175° 16′ 13″ O | 36 ft (11 m)     | 1015 m                       |
| Franz Josef                   | NZFJ      |           | Franz Josef Aerodrome              | 43° 21′ 47″ S, 170° 8′ 4″ O   | 305 ft (93 m)    | 870 m                        |
| Galatea / Murupara            | NZGA      |           | Galatea Aerodrome                  | 38° 24′ 31″ S, 176° 44′ 31″ O | 550 ft (168 m)   | 1025 m                       |
| Gisborne                      | NZGS      | GIS       | Gisborne Airport                   | 38° 39′ 48″ S, 177° 58′ 42″ O | 15 ft (5 m)      | 1310 m                       |
| Glenorchy                     | NZGY      |           | Glenorchy Aerodrome                | 44° 52′ 18″ S, 168° 23′ 51″ O | 1.255 ft (383 m) | 675 m                        |
| Glentanner / Lake Pukaki      | NZGT      | GTN       | Glentanner Aerodrome               | 43° 54′ 28″ S, 170° 7′ 44″ O  | 1.777 ft (542 m) | 1052 m                       |
| Gore                          | NZGC      |           | Gore Aerodrome                     | 46° 9′ 24″ S, 168° 53′ 54″ O  | 198 ft (60 m)    | 1282 m                       |
| Great Barrier Island (Claris) | NZGB      | GBZ       | Great Barrier Aerodrome            | 36° 14′ 29″ S, 175° 28′ 19″ O | 21 ft (6 m)      | 950 m                        |
| Great Barrier Island (Okiwi)  | NZOX      |           | Okiwi Airfield                     | 36° 8′ 47″ S, 175° 23′ 13″ O  | 10 ft (3 m)      | 750 m                        |
| Greymouth                     | NZGM      | GMN       | Greymouth Airport                  | 42° 27′ 42″ S, 171° 11′ 24″ O | 11 ft (3 m)      | 1031 m                       |
| Haast                         | NZHT      |           | Haast Aerodrome                    | 43° 52′ 0″ S, 169° 2′ 25″ O   | 22 ft (7 m)      | 700 m                        |
| Hamilton                      | NZHN      | HLZ       | Hamilton Airport                   | 37° 51′ 59″ S, 175° 20′ 7″ O  | 172 ft (52 m)    | 2059 m                       |
| Hanmer Springs                | NZHM      |           | Hanmer Springs Aerodrome           | 42° 34′ 11″ S, 172° 47′ 53″ O | 980 ft (299 m)   | 922 m                        |
| Hastings                      | NZHS      |           | Hastings Aerodrome                 | 39° 38′ 48″ S, 176° 46′ 1″ O  | 64 ft (20 m)     | 1075 m                       |
| Hawera                        | NZHA      |           | Hawera Aerodrome                   | 39° 33′ 12″ S, 174° 16′ 1″ O  | 374 ft (114 m)   | 965 m                        |
| Hokitika                      | NZHK      | HKK       | Hokitika Airport                   | 42° 42′ 49″ S, 170° 59′ 7″ O  | 153 ft (47 m)    | 1176 m                       |
| Invercargill                  | NZNV      | IVC       | Invercargill Airport               | 46° 24′ 54″ S, 168° 19′ 12″ O | 5 ft (2 m)       | 2160 m                       |
| Kaikohe                       | NZKO      | KKO       | Kaikohe Aerodrome                  | 35° 27′ 4″ S, 173° 49′ 2″ O   | 573 ft (175 m)   | 1540 m                       |
| Kaikoura                      | NZKI      | KBZ       | Kaikoura Airport                   | 42° 25′ 30″ S, 173° 36′ 19″ O | 19 ft (6 m)      | 700 m                        |
| Kaipara Flats                 | NZKF      |           | Kaipara Flats Aerodrome            | 36° 24′ 23″ S, 174° 35′ 14″ O | 90 ft (27 m)     | 839 m                        |
| Kaitaia                       | NZKT      | KAT       | Kaitaia Airport                    | 35° 4′ 12″ S, 173° 17′ 7″ O   | 270 ft (82 m)    | 1402 m                       |
| Karamea                       | NZKM      |           | Karamea Aerodrome                  | 41° 14′ 17″ S, 172° 6′ 22″ O  | 28 ft (9 m)      | 945 m                        |
| Kerikeri                      | NZKK      | KKE       | Kerikeri Airport                   | 35° 15′ 46″ S, 173° 54′ 43″ O | 492 ft (150 m)   | 1190 m                       |
| Lake Tekapo                   | NZTL      |           | Lake Tekapo Airport                | 44° 0′ 18″ S, 170° 26′ 30″ O  | 2.496 ft (761 m) | 950 m                        |
| Makarora                      | NZMW      |           | Makarora Airstrip                  | 44° 13′ 54″ S, 169° 13′ 49″ O | 990 ft (302 m)   | 600 m                        |
| Mandeville                    | NZVL      |           | Mandeville Aerodrome               | 45° 59′ 25″ S, 168° 48′ 44″ O | 335 ft (102 m)   | 980 m                        |
| Masterton                     | NZMS      | MRO       | Hood Aerodrome                     | 40° 58′ 24″ S, 175° 38′ 1″ O  | 364 ft (111 m)   | 1205 m                       |
| Matamata                      | NZMA      | MTA       | Matamata Airport                   | 37° 44′ 4″ S, 175° 44′ 31″ O  | 182 ft (55 m)    | 1089 m                       |
| Mercer                        | NZME      |           | Mercer Airfield                    | 37° 15′ 33″ S, 175° 6′ 53″ O  | 30 ft (9 m)      | 1057 m                       |
| Milford Sound                 | NZMF      | MFN       | Milford Sound Airport              | 44° 40′ 24″ S, 167° 55′ 24″ O | 10 ft (3 m)      | 767 m                        |
| Motueka                       | NZMK      | MZP       | Motueka Aerodrome                  | 41° 7′ 24″ S, 172° 59′ 19″ O  | 38 ft (12 m)     | 781 m                        |
| Mount Cook                    | NZMC      | MON       | Mount Cook Aerodrome               | 43° 45′ 54″ S, 170° 8′ 0″ O   | 2.153 ft (656 m) | 1473 m                       |
| Murchison                     | NZMR      |           | Murchison Aerodrome                | 41° 47′ 48″ S, 172° 18′ 54″ O | 532 ft (162 m)   | 570 m                        |
| Napier                        | NZNR      | NPE       | Hawke’s Bay Airport                | 39° 27′ 57″ S, 176° 52′ 12″ O | 6 ft (2 m)       | 1750 m                       |
| Nelson                        | NZNS      | NSN       | Nelson Airport                     | 41° 17′ 54″ S, 173° 13′ 16″ O | 17 ft (5 m)      | 1347 m                       |
| New Plymouth                  | NZNP      | NPL       | New Plymouth Airport               | 39° 0′ 31″ S, 174° 10′ 45″ O  | 97 ft (30 m)     | 1310 m                       |
| Oamaru                        | NZOU      | OAM       | Oamaru Airport                     | 44° 58′ 12″ S, 171° 4′ 54″ O  | 97 ft (30 m)     | 1283 m                       |
| RNZAF Base Ohakea             | NZOH      | OHA       | RNZAF Base Ohakea                  | 40° 12′ 24″ S, 175° 23′ 13″ O | 164 ft (50 m)    | 2440 m                       |
| Omarama                       | NZOA      |           | Omarama Airfield                   | 44° 29′ 12″ S, 169° 59′ 10″ O | 1.380 ft (421 m) | 1387 m                       |
| Opotiki                       | NZOP      |           | Opotiki Aerodrome                  | 38° 1′ 21″ S, 177° 18′ 26″ O  | 25 ft (8 m)      | 1020 m                       |
| Palmerston North              | NZPM      | PMR       | Palmerston North Airport           | 40° 19′ 14″ S, 175° 37′ 10″ O | 151 ft (46 m)    | 1902 m                       |
| Parakai                       | NZPI      |           | West Auckland Airport              | 36° 39′ 6″ S, 174° 26′ 0″ O   | 8 ft (2 m)       | 745 m                        |
| Paraparaumu                   | NZPP      | PPQ       | Kapiti Coast Airport               | 40° 54′ 17″ S, 174° 59′ 21″ O | 19 ft (6 m)      | 1187 m                       |
| Pauanui                       | NZUN      |           | Pauanui Aerodrome                  | 37° 1′ 18″ S, 175° 51′ 49″ O  | 19 ft (6 m)      | 848 m                        |
| Picton                        | NZPN      | PCN       | Picton Aerodrome                   | 41° 20′ 54″ S, 173° 57′ 19″ O | 140 ft (43 m)    | 780 m                        |
| Queenstown                    | NZQN      | ZQN       | Queenstown Airport                 | 45° 1′ 16″ S, 168° 44′ 21″ O  | 1.171 ft (357 m) | 1777 m                       |
| Raglan                        | NZRA      |           | Raglan Airfield                    | 37° 48′ 17″ S, 174° 51′ 36″ O | 14 ft (4 m)      | 585 m                        |
| Rangiora                      | NZRT      |           | Rangiora Airfield                  | 43° 17′ 24″ S, 172° 32′ 30″ O | 180 ft (55 m)    | 1180 m                       |
| Rangitata Island              | NZRI      |           | Rangitata Island Aerodrome         | 44° 5′ 6″ S, 171° 24′ 57″ O   | 288 ft (88 m)    | 1040 m                       |
| Rotorua                       | NZRO      | ROT       | Rotorua Airport                    | 38° 6′ 17″ S, 176° 19′ 2″ O   | 938 ft (286 m)   | 1843 m                       |
| Roxburgh                      | NZRX      |           | Roxburgh Aerodrome                 | 45° 30′ 42″ S, 169° 19′ 0″ O  | 506 ft (154 m)   | 1273 m                       |
| Ruatoria                      | NZRR      |           | Ruatoria Aerodrome                 | 37° 53′ 2″ S, 178° 17′ 24″ O  | 250 ft (76 m)    | 1000 m                       |
| Ruawai                        | NZRW      |           | Ruawai Airfield                    | 36° 5′ 45″ S, 173° 58′ 31″ O  | 6 ft (2 m)       | 717 m                        |
| Stewart Island                | NZRC      | SZS       | Ryan’s Creek Aerodrome             | 46° 53′ 59″ S, 168° 6′ 7″ O   | 282 ft (86 m)    | 632 m                        |
| Stratford                     | NZSD      |           | Stratford Aerodrome                | 39° 19′ 8″ S, 174° 18′ 37″ O  | 946 ft (288 m)   | 900 m                        |
| Taihape                       | NZVR      |           | Taihape Airport                    | 39° 41′ 6″ S, 175° 47′ 19″ O  | 1.550 ft (472 m) | 455 m                        |
| Takaka                        | NZTK      | KTF       | Takaka Aerodrome                   | 40° 48′ 48″ S, 172° 46′ 33″ O | 100 ft (30 m)    | 832 m                        |
| Taumarunui                    | NZTM      |           | Taumarunui Aerodrome               | 38° 50′ 36″ S, 175° 15′ 19″ O | 650 ft (198 m)   | 1190 m                       |
| Taupo                         | NZAP      | TUO       | Taupo Airport                      | 38° 44′ 23″ S, 176° 5′ 4″ O   | 1.335 ft (407 m) | 1386 m                       |
| Tauranga                      | NZTG      | TRG       | Tauranga Airport                   | 37° 40′ 19″ S, 176° 11′ 46″ O | 13 ft (4 m)      | 1825 m                       |
| Te Anau / Manapouri           | NZMO      | TEU       | Te Anau Airport                    | 45° 31′ 59″ S, 167° 39′ 0″ O  | 687 ft (209 m)   | 1594 m                       |
| Te Kowhai                     | NZTE      |           | Te Kowhai Aerodrome                | 37° 44′ 42″ S, 175° 9′ 31″ O  | 115 ft (35 m)    | 983 m                        |
| Te Kūiti                      | NZTT      |           | Te Kuiti Airfield                  | 38° 18′ 12″ S, 175° 8′ 49″ O  | 160 ft (49 m)    | 866 m                        |
| Thames                        | NZTH      | TMZ       | Thames Aerodrome                   | 37° 9′ 24″ S, 175° 33′ 1″ O   | 11 ft (3 m)      | 1112 m                       |
| Timaru                        | NZTU      | TIU       | Richard Pearse Airport             | 44° 18′ 10″ S, 171° 13′ 31″ O | 89 ft (27 m)     | 1280 m                       |
| Tokoroa                       | NZTO      | TKZ       | Tokoroa Aerodrome                  | 38° 14′ 12″ S, 175° 53′ 34″ O | 1.221 ft (372 m) | 1120 m                       |
| Turangi                       | NZTN      |           | Turangi Airport                    | 38° 58′ 6″ S, 175° 48′ 49″ O  | 1.220 ft (372 m) | 860 m                        |
| Twizel                        | NZUK      | TWZ       | Pukaki Airport                     | 44° 14′ 6″ S, 170° 7′ 6″ O    | 1.575 ft (480 m) | 1530 m                       |
| Waiheke Island                | NZKE      |           | Waiheke Island Aerodrome           | 36° 48′ 30″ S, 175° 5′ 7″ O   | 445 ft (136 m)   | 630 m                        |
| Waihi Beach                   | NZWV      |           | Waihi Beach Aerodrome              | 37° 25′ 48″ S, 175° 57′ 7″ O  | 4 ft (1 m)       | 584 m                        |
| Waimate                       | NZWM      |           | Waimate Aerodrome                  | 44° 47′ 24″ S, 171° 5′ 30″ O  | 80 ft (24 m)     | 616 m                        |
| Waipukurau                    | NZYP      |           | Waipukurau Aerodrome               | 39° 59′ 48″ S, 176° 32′ 13″ O | 430 ft (131 m)   | 1055 m                       |
| Wairoa                        | NZWO      | WIR       | Wairoa Aerodrome                   | 39° 0′ 55″ S, 177° 24′ 51″ O  | 42 ft (13 m)     | 1371 m                       |
| Wanaka                        | NZWF      | WKA       | Wanaka Airport                     | 44° 43′ 20″ S, 169° 14′ 44″ O | 1.142 ft (348 m) | 1200 m                       |
| Wellington                    | NZWN      | WLG       | Wellington Airport                 | 41° 19′ 38″ S, 174° 48′ 19″ O | 41 ft (12 m)     | 1815 m                       |
| West Melton                   | NZWL      | WML       | West Melton Aerodrome              | 43° 28′ 36″ S, 172° 23′ 48″ O | 305 ft (93 m)    | 997 m                        |
| Westport                      | NZWS      | WSZ       | Westport Airport                   | 41° 44′ 17″ S, 171° 34′ 51″ O | 13 ft (4 m)      | 1280 m                       |
| Whakatane                     | NZWK      | WHK       | Whakatane Airport                  | 37° 55′ 13″ S, 176° 54′ 48″ O | 20 ft (6 m)      | 1280 m                       |
| Whanganui                     | NZWU      | WAG       | Whanganui Airport                  | 39° 57′ 44″ S, 175° 1′ 31″ O  | 26 ft (8 m)      | 1372 m                       |
| Whangarei                     | NZWR      | WRE       | Whangarei Airport                  | 35° 46′ 6″ S, 174° 21′ 54″ O  | 133 ft (41 m)    | 1097 m                       |
| Whitianga                     | NZWT      | WTZ       | Whitianga Aerodrome                | 36° 49′ 54″ S, 175° 40′ 43″ O | 15 ft (5 m)      | 1446 m                       |